# Архимандрит Лазар (Стојковић)
Лазар (световно име Лазар Стојковић; Хајдучица код Пландишта, 29. април 1958 — Београд, 19. август 2021) био је српски православни архимандрит и старешина Манастира Заграђе.

## Биографија
Игуман Лазар (Стојковић) је рођен 29. априла 1958. године у Хајдучици. Гимназију је завршио у Новом Саду, а Факултет примењених уметности у Београду. Рукоположен је у чин јерођакона 21. јула 2000. године у Јован Долу, метоху Манастира Острог, а у чин јеромонаха у Манастир Подмалинско 21. септембара 2005. године. У Манастир Заграђе дошао је 2001. године, када је у току била обнова те светиње, задужбине Херцега Стефана Вукчића Косаче из 15. века, изнад саставака Пиве и Таре, места где почиње Дрина, а подно Соко града.
Великом љубављу, трудом и духовном снагом отац Лазар је из рушевина подизао и саградио манастирски комплекс, а потом и осликао обновљену манастирску цркву, гдје је сабирао народ Црне Горе и Херцеговине, бришући вештачку границу међу браћом. Отац Лазар је био веома познат фрескописац, који је осликао бројне светиње Српске Цркве, не само у Црној Гори, већ и у Србији и Републици Српској. У Епархији будимљанско-никшићкој је украсио манастире Јован До, Жупу Никшићку, Подмалинско, Заграђе, као и у Саборној цркви у Подгорици, а средства од свог монашког рукодеља улагао је у обнову Заграђа.
Манастир Заграђе је 29. септембара 2019. године освештао тадашњи Митрополит црногорско-приморски Амфилохије Радовић са више владика Српске Цркве, међу којима и тадашњим Епископом будимљанско-никшићким Јоаникијом II Мићовићем. Том приликом игуман Лазар је одликован највећим одликовањем Епископије будимљанско-никшићке – орденом Светог Георгија Побједоносца I степена.
Игуман Лазар се упокојио у Београду, где је био на лечењу 19. августа 2021. године. Сахрањен је у порти Манастира Заграђе 21. августа 2021. године.